# Collège de Mirepoix
Le collège Saint-Nicolas, connu populairement comme le collège de Mirepoix, est un ancien collège de l'université de Toulouse. Ses bâtiments s'étendaient dans la rue de Mirepoix (emplacement des actuels no 3-5), dans l'actuel quartier Capitole (secteur 1) de Toulouse, en France. 
Le collège est fondé en 1417 par l'évêque de Mirepoix, Guillaume du Puy, en faveur de huit étudiants en droit. Il se trouve alors au sud du quartier universitaire de la ville. Épargné lors de la suppression de la plupart des collèges toulousains en 1551, il ne subsiste que difficilement, jusqu'à la Révolution française, où il est finalement fermé.

## Histoire
Le collège est fondé le 8 mai 1417 par l'évêque de Mirepoix, Guillaume du Puy. Ce prélat, d'origine quercynoise, fait la donation d'un immeuble qu'il a achetée dans la ville, pour servir à l'entretien d'étudiants pauvres et leur fournir les moyens de vivre et d'étudier le droit, normalement pour huit ans. Il reçoit rapidement l'approbation du pape Martin V et de l'archevêque de Toulouse, Dominique de Flourence.
Le collège se trouve dans la rue de La Ylha, à la limite des capitoulats de la Daurade et de Saint-Pierre-des-Cuisines, au sud du quartier universitaire, à proximité des couvents des Jacobins et des Cordeliers, des salles où les professeurs donnent leurs cours, et des autres collèges de la ville. Il occupe une superficie d'environ 3600 m² et s'organise autour d'une cour centrale, qui sert de cloître, autour de laquelle s'organisent les différents bâtiments, particulièrement les logements pour les étudiants, les salles de classe et la chapelle dédiée à saint Nicolas. Il est doté par l'évêque d'une importante bibliothèque, composée de 52 livres, pour une valeur de plus de 40 francs. On y trouve en particulier de nombreux livres de droit canonique – le Décret de Gratien, le Livre des Décrétales, le Sexte et les Clémentines – et de droit civil – le Digeste, les Institutions de Justinien –, ainsi que des commentaires de ces textes, comme ceux des jurisconsultes italiens Henri de Suse et Bartole de Sassoferrato. 
Ce n'est cependant qu'un petit collège, dont les faibles revenus ne permettent de recevoir qu'un nombre limité d'étudiants, seulement huit. Ils sont nommés par l'évêque de Mirepoix ou, plus généralement, par ses vicaires généraux. Parmi eux sont choisis un prêtre, qui assure le service religieux de la chapelle du collège, et un prieur. Ce dernier est élu par les étudiants rassemblés dans la chapelle, chaque année, le 13 décembre, jour de la sainte Lucie. Il est chargé d'administrer le collège et de défendre ses intérêts. Il doit également administrer les biens que possède le collège, terres et immeubles, qui sont mis en location et dont il tire ses revenus, ainsi que des droits seigneuriaux dans plusieurs villages de la campagne toulousaine, particulièrement à 
La guerre de Cent Ans a été particulièrement difficile pour la ville de Toulouse et sa région, et le collège de Mirepoix voit ses revenus diminuer. De plus, il est durement touché par le Grand incendie de 1463, qui détruit tous les bâtiments. Le collège semble se redresser à partir dans la première moitié du XVIe siècle. À cette époque, il est rénové par l'évêque de Mirepoix, Philippe de Lévis. En 1516, il fait appel au peintre et enlumineur Pèlerin Frison, chargé d'exécuter le retable de la chapelle du collège.

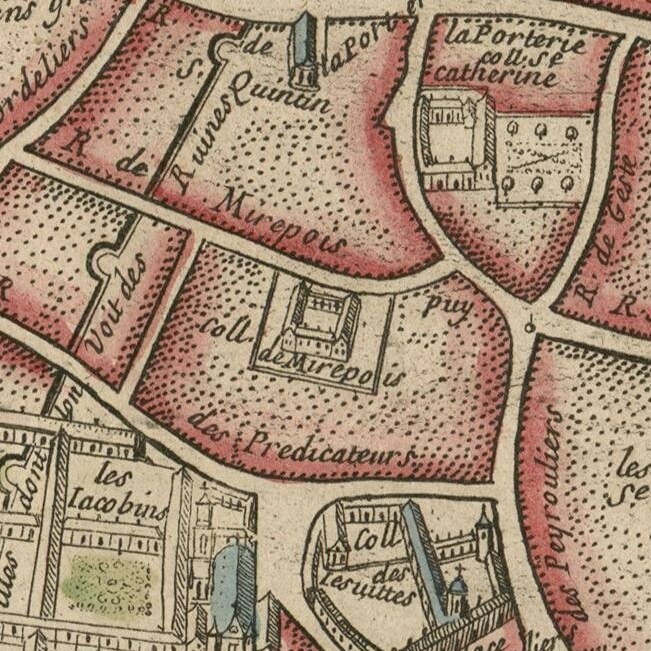
Le collège de Mirepoix au XVIIIe siècle (Plan de Tolose, Albert Jouvin de Rochefort, 1770).

Pendant la Révolution française, l'université de Toulouse est supprimée, tandis que les collèges sont fermés. Les bâtiments du collège de Mirepoix sont d'abord occupés, en 1790, par la société des Amis de la Constitution – le club des Jacobins toulousain –, avant de devenir en 1800 la Salle des Droits de l'Homme. Au début du XXe siècle subsiste encore en partie deux galeries superposées en bois de l'ancien cloître. Un incendie, en décembre 1906, le détruit en partie. Les parties subsistantes – quelques poutres et cinq colonnes – sont conservées par la société des Toulousains de Toulouse,.

## Vestiges
L'incendie de 1906 a fait disparaître les derniers vestiges gothiques du collège de Mirepoix. Il s'agissait de deux galeries superposées du cloître et de la partie d'une autre, en bois de chêne. Les colonnes étaient octogonales, ornées de moulures.